# Radmila Kleslová
Radmila Kleslová (* 25. srpna 1963 Vysoké Mýto), rodným příjmením Bartheldyová, je česká politička a lobbistka. V letech 1986 až 1989 byla členkou Státní bezpečnosti, od roku 1988 ve 23. odboru rozvědky, který měl na starosti získávání a výcvik špiónů do kapitalistického zahraničí. V letech 2010 až 2014 byla místostarostkou městské části Praha 10 za ČSSD, následně přestoupila do hnutí ANO 2011 a od listopadu 2014 do ledna 2016 vedla městskou část jako starostka. V únoru 2015 byla zvolena místopředsedkyní hnutí ANO 2011, na funkci v září téhož roku rezignovala, kvůli kauze, kdy pracovala pro mnoho podniků za vysoké finanční odměny. V roce 2022 se stala zastupitelkou hlavního města Prahy.

## Vzdělání a zaměstnání
Vystudovala gymnázium (1982) a v roce 1986 promovala na Právnické fakultě tehdejší Univerzity Jana Evangelisty Purkyně v Brně. V roce 1988 získala titul JUDr. na Právnické fakultě Univerzity Karlovy v Praze.
Od roku 1986 podle svých slov pracovala v podniku Centrotex, poté v právním oddělení podniku Zelenina Praha a od roku 1988 na československém federálním ministerstvu vnitra s cílem nastoupit do diplomatických služeb. Z toho důvodu byla prověřována Státní bezpečnosti (StB). Prověrkou prošla a StB ji nabídla práci v zahraniční rozvědce, což podle svých slov odmítla a od roku 1989 si hledala jinou práci.
Tato verze se liší od dochovaných záznamů v Archivu bezpečnostních složek. Podle nich Kleslová v roce 1986 podala přihlášku do StB a po dlouhém prověřování byla v roce 1988 přijata v hodnosti podporučíka s krycím jménem Lia. Zařazena byla k 23. odboru I. správy SNB, tedy na Odbor výběru, přípravy a řízení nelegální rozvědky. Podle historika Radka Schovánka tak StB připravovala Kleslovou na dlouhodobou špionáž v zahraničí, pravděpodobně v západní Evropě nebo USA. Kariéru Kleslové na ministerstvu vnitra ukončila Sametová revoluce, po které byla StB zrušena. V roce 2015 popřela, že by kdy byla příslušnicí komunistické rozvědky či s ní jakkoli spolupracovala.
Od února 1990 pracovala na Správě spojení Sboru národní bezpečnosti (SNB), v srpnu téhož roku byla povýšena. Od září pracovala v Úřadu pro ochranu ústavy a demokracie Federálního ministerstva vnitra (předchůdce Bezpečnostní informační služby), kde byl jejím nadřízeným Jiří Klesl, její pozdější manžel. V roce 1998 již v bezpečnostních službách nepracovala.
Od roku 1997 je zapsaná jako advokát v České advokátní komoře.
Zasedala v dozorčích radách velkých podniků Vítkovice Steel (2005–2006), Unipetrol Trade (2006–2008), Benzina (2005–2007) a Kostelecké uzeniny (2008–2010). Byla také viceprezidentkou Česko-izraelské smíšené obchodní komory vedené Tomášem Chrenkem.
Od svého vstupu do politiky působila v několika společnostech přímo či nepřímo vlastněných či spoluvlastněných hlavním městem Praha. V letech 2005–2007 byla členkou dozorčí rady IDS Praha (tehdy podíl Dopravní podniku hl. m. Prahy 34 %), v letech 2011–2012 předsedkyní dozorčí rady Trade Centre Praha (jediný akcionář Praha), v letech 2013–2015 předsedkyní představenstva Pražské teplárenské Holding (podíl Prahy 51 %), v letech 2011–2013 místopředsedkyní dozoří rady PRAHA 10 – Majetková (jediný akcionář městská část Praha 10). Od června 2015 je předsedkyní dozorčí rady Pražské energetiky (podíl Prahy 58 % prostřednictvím Pražská energetika Holding), od srpna 2015 je členkou představenstva Pražské teplárenské (podíl Prahy 47,42 % prostřednictvím Pražská teplárenská Holding).
Jako advokátka také poskytuje a poskytovala právní a poradenské služby několika společnostem vlastněných či spoluvlastněných státem. Pracovala pro Dopravní podnik hl. m. Prahy (jediný akcionář Praha), v letech 2005–2015 pro Čepro (jediný akcionář stát), v letech 2011–2015 pro České dráhy (jediný akcionář stát) za 40 tisíc korun bez DPH měsíčně, a v letech 2000–2015 pro ČEZ (podíl státu 70 %), kde pobírala 100 tisíc korun měsíčně za poradenské služby a zprávy o práci vlády. Vyplývá to z korespondence bývalého náměstka ministra financí Lukáše Wagenknechta.

## Politika
Od roku 1993 byla Radmila Kleslová členkou ČSSD a působila na pozicích místopředsedkyně Obvodní organizace v Praze 10, předsedkyně Krajské kontrolní komise ČSSD Praha, místopředsedkyně Krajské organizace ČSSD Praha a členky Ústředního výkonného výboru ČSSD.
V únoru 2014 ukončila své členství v ČSSD a vstoupila do hnutí ANO 2011, kde od téhož měsíce působí jako předsedkyně Krajské organizace ANO 2011 Praha. Na III. sněmu hnutí ANO 2011 byla na konci února 2015 zvolena místopředsedkyní hnutí. Uspěla v prvním kole volby, získala 109 hlasů ze 188 možných (tj. 58 %). V září 2015 na tento post rezignovala. K rezignaci údajně přispěla i nahrávka, na níž vyhrožovala členům dozorčí rady státní firmy, aby se o její smlouvu v ČEZ nezajímali.[zdroj?] Nahrávku zveřejnil investigativní web Neovlivní.cz.
V komunálních volbách v roce 2010 byla ještě za ČSSD zvolena zastupitelkou městské části Praha 10. V listopadu 2010 se pak stala místostarostkou městské části (funkci zastávala do roku 2014). O čtyři roky později ve volbách v roce 2014 obhájila post zastupitelky městské části, když vedla kandidátku hnutí ANO 2011. Hnutí volby vyhrálo (tj. 19,05 % hlasů a 9 mandátů) a dne 27. listopadu 2014 byla zvolena starostkou městské části Praha 10. Dne 12. ledna 2016 oznámila, že rezignuje na post starostky, protože koalice na Praze 10 dle jejího tvrzení nefunguje. O post ve vedení městské části se znovu ucházela i v komunálních volbách v říjnu 2018, ve kterých kandidovala na druhém místě kandidátky hnutí ANO v Praze 10. Ve volbách získala mandát zastupitele, když obdržela 4 426 preferenčních hlasů. Po volbách byla krátce asistentkou poslance Patrika Nachera, ale po kritice spolustraníků spolupráci ukončili.
V komunálních volbách v roce 2022 byla zvolena za hnutí ANO zastupitelkou hlavního města Prahy. Byla také zvolena zastupitelkou městské části Praha 10, a to jako lídryně kandidátky.

## Soukromý život
V roce 1990, při práci v Úřadu Federálního ministerstva vnitra pro ochranu ústavy a demokracie, navázala vztah se svým vedoucím, o 29 let starším bývalým příslušníkem Státní bezpečnosti Jiřím Kleslem, a provdala se za něj. Klesl zemřel v roce 2010. Jejich dcera Kateřina, studentka VŠE, je bývalá extraligová hráčka volejbalu za Olymp Praha.